# Karl Jansky
 (janvier 2012).
Si vous disposez d'ouvrages ou d'articles de référence ou si vous connaissez des sites web de qualité traitant du thème abordé ici, merci de compléter l'article en donnant les références utiles à sa vérifiabilité et en les liant à la section « Notes et références ».
Karl Guthe Jansky, né à Normand (Oklahoma) le 22 octobre 1905 et mort le 14 février 1950, est un physicien et ingénieur radio américain. Il découvre en 1932 que notre galaxie émet des ondes radio, marquant ainsi la naissance de la radioastronomie.

## Biographie
Licencié de physique à l'université du Wisconsin en 1927, il rejoint l'année suivante les laboratoires de Bell Telephone dans le New Jersey. Les laboratoires Bell souhaitent étudier la possibilité d'utiliser les ondes courtes (environ 10-20 mètres de longueur d'onde) pour le service radiotéléphonique transatlantique et chargent Jansky d'étudier les sources parasites pouvant interférer avec ces transmissions vocales par radio.
Jansky construit une antenne conçue pour capter les ondes radio à une fréquence de 20,5 mégahertz (environ 14,5 mètres de longueur d'onde). L'antenne est installée sur un plateau tournant, ce qui lui vaut d'être appelée « manège de Jansky ». En tournant l'antenne, on trouve la direction des signaux radios.
Après avoir enregistré des signaux dans toutes les directions pendant plusieurs mois, Jansky identifie trois types de parasites : les orages voisins, les orages éloignés, et un sifflement faible mais régulier d'origine inconnue. Il passe l'année suivante à étudier ce troisième type de parasites.
Les signaux apparaissent et s'arrêtent une fois par jour. Jansky croit d'abord avoir capté des signaux provenant du Soleil. Mais en suivant le signal pendant quelques mois, il s'aperçoit que l'origine du signal s'éloigne de la position du soleil. Il remarque alors que le signal ne se répétait pas toutes les 24 heures, mais toutes les 23 heures et 56 minutes. C'est la période caractéristique des étoiles fixes et d'autres objets éloignés du système solaire : la durée d'un jour sidéral.
Par la suite, il établit que ce signal provenait de la Voie lactée et était le plus intense dans la direction de son centre, dans la constellation du Sagittaire. De sa découverte, il publia une série d'études de 1932 à 1933, dont « Electrical Disturbances Apparently of Extraterrestrial Origin ». Cette dernière fut rendue publique lors d'une réunion en avril 1933,,.
Jansky voulut continuer sur sa lancée et étudier plus en détail les ondes radio de la Voie lactée. Il propose aux laboratoires Bell de construire une antenne parabolique de 30 mètres de diamètre. Mais les laboratoires Bell avaient la réponse à leur question : les parasites ne sont pas un problème pour la communication transatlantique par radio. Jansky est assigné à un autre projet et ne fait plus de radioastronomie.
Beaucoup de scientifiques sont fascinés par la découverte de Jansky, mais personne ne poursuit de recherches sur ce sujet pendant plusieurs années ; c'était alors la Grande Dépression, et les observatoires ne pouvaient se permettre de s'engager sur de nouveaux projets.
Deux hommes ayant appris la découverte de Jansky en 1933 ont plus tard une grande influence sur le développement de la radioastronomie. Le premier est Grote Reber, qui construit seul un radiotélescope dans son arrière-cour en 1937 et fait le premier aperçu systématique du ciel par ondes radio. Le second est John Kraus (en), qui fonde après la Seconde Guerre mondiale le premier radio-observatoire à l'université d'État de l'Ohio et écrit un manuel de radioastronomie qui est toujours la « bible » des radioastronomes.
En l'honneur de Jansky, l'unité employée par les radioastronomes pour l'intensité (ou plus exactement la densité de flux) des sources radio est le jansky (symbole Jy). On a aussi nommé un astéroïde en son honneur : (1932) Jansky.
Le Very Large Array est rebaptisé du nom de Karl Jansky en mars 2012, à la suite du vote d'internautes.